# Changabang
Changabang („Lśniąca Góra”, 6864 m n.p.m.) - smukły skalisty szczyt w Himalajach Garhwalu, znany z bardzo trudnych dróg wspinaczkowych, położony tuż na pd.-zach. od dominującego nad nim szczytu Kalanka (6931 m) w północnym obramowaniu tzw. Sanktuarium Nanda Devi.
Szczyt pociągał swym kształtem alpinistów, ale ze względów politycznych stał się dostępny dopiero w roku 1974. 

## Główne drogi
Pierwszego wejścia dokonała wyprawa brytyjsko-indyjska, stosunkowo trudną, ale dziś uważaną za najłatwiejszą drogą. 4 czerwca 1974 roku na szczyt weszli Chris Bonington, Martin Boysen, Dougal Haston, Doug Scott, Balwant Singh Sandhu i Chewang Tashi. Ich trasa prowadziła najpierw na Przełęcz Kalanka ścianą południowo-wschodnią, a potem wschodnią granią na wierzchołek. 
Grań południowo-zachodnią pokonała 6-osobowa ekipa japońska, prowadzona przez dwójkę Yukio Asano i Teruyoshi Karino (13 czerwca 1976 na szczycie), stosująca jednak ciężkie techniki, m.in. styl oblężniczy i wiercenia. Grań ta na wysokości około 6000 m n.p.m. wrasta w 500-metrową pionową ścianę.
Ścianę zachodnią w rekordowej i długotrwałej wspinaczce pokonała zaledwie dwuosobowa wyprawa brytyjska w roku 1976, Peter Boardman i Joe Tasker (wierzchołek osiągnęli 15 października).
Monolityczny, niemal czysto skalny filar południowy pokonała lekka ekspedycja polsko-brytyjska w stylu zbliżonym do tzw. stylu alpejskiego. 27 września 1978 po 8 dniach akcji non-stop na szczycie stanęli: Wojciech Kurtyka, Alex MacIntyre, John Porter i Krzysztof Żurek. Droga ta miała rekordowe trudności techniczne, a jej pokonanie i styl odbiło się głośnym echem i przypieczętowało udział Polaków w wielkich przejściach ścianowych w Himalajach. 
Do roku 1998 wytyczono dalsze 3 trudne drogi ścianowe na ten szczyt, do 2006 powstały następne.